# Zandhoven
Zandhoven là một đô thị ở tỉnh Antwerp. Đô thị này gồm các thị trấn Massenhoven, Pulderbos, Pulle, Viersel và Zandhoven. Tại thời điểm ngày 1 tháng 1 năm 2006,, Zandhoven có dân số 12.286 người. Tổng diện tích là 40,10 km² với mật độ dân số là 306 người trên mỗi km².